# 交響三章 (芥川也寸志)
芥川也寸志の交響三章（こうきょうさんしょう）は1948年に作曲された管弦楽曲。別名『トリニタ・シンフォニカ』（伊：Trinita Sinfonica）。演奏時間は約25分。

## 作曲の経緯等
作曲者が東京音楽学校研究科在学中に作曲した作品で、1948年8月30日に完成した。管弦楽曲としては1947年の『交響管絃楽のための前奏曲』（東京音楽学校本科卒業作品）に続く2作目。1950年作曲の『交響管弦楽のための音楽』とともに作曲者の出世作とされる。曲想や全体の構成などの類似点から『交響管弦楽のための音楽』、『弦楽のための三楽章』とは姉妹関係に当たるとされている。

## 初演
- 放送初演：1948年9月26日、NHKラジオ放送より作曲者指揮東京フィルハーモニー交響楽団による[2][3]。
- 舞台初演：1950年10月26日、日比谷公会堂において尾高尚忠指揮日本交響楽団による[1][2][4]。

## 編成
フルート2、オーボエ2、クラリネット2、ファゴット2、ホルン4、トランペット2、トロンボーン2、ティンパニ、バスドラム、スネアドラム、ピアノ、弦五部。

## 構成
急 - 緩 - 急の構成。各楽章はそれぞれ副題を持つ。
第1楽章 カプリッチョ（Capriccio） Allegro（ = 138）
ファゴットの規則正しい伴奏の上に軽妙な主題がクラリネットで現れる。この主題はフルート、弦楽器と楽器を変えながら展開を重ねていく。シンコペーションを用いた激しい動きの別主題も登場、変拍子による展開も見せるが、低音のリズムはずっと反復されたままである。最後は冒頭と同様に木管楽器だけとなり、さりげなく終わる。
第2楽章 ニンネレッラ（子守歌 Ninnerella） Andante（ = 76）
三部形式。ファゴットで情感豊かなメロディが奏される。このメロディは楽器を変え次第に音量を増して奏されていくが、変奏されることなく繰り返されるのみである。師の伊福部昭の影響を受けた中間部のメロディはオーボエで奏される。高揚した後、第1部の再現に入るがやはり変奏は行われない。
第3楽章 フィナーレ（Finale） Allegro vivace（ = 160）
全合奏による導入の後、ABACABAというロンド形式に近い展開を見せる。主題はスラヴ的な性格を持ち、その一つはショスタコーヴィチの交響曲第1番の第2楽章を彷彿とさせる、という指摘がある。徹底した主題の反復により、最後は熱狂的に締め括られる。

## 主な録音
| 録音年 | 指揮者     | オーケストラ             | レーベル     | 備考                     |
| ------ | ---------- | ------------------------ | ------------ | ------------------------ |
| 1963   | 芥川也寸志 | 東京交響楽団             | 東芝音楽工業 |                          |
| 1979   | 芥川也寸志 | 新交響楽団               | FONTEC       | ライヴ録音。             |
| 1999   | 飯守泰次郎 | 新交響楽団               | FONTEC       | ライヴ録音。             |
| 2002   | 湯浅卓雄   | ニュージーランド交響楽団 | NAXOS        | 日本人作曲家選輯の一枚。 |